# Johnny Morris
John Morris, più conosciuto con il diminutivo Johnny Morris (Radcliffe, 27 settembre 1923 – Manchester, 6 aprile 2011) è stato un allenatore di calcio e calciatore inglese, di ruolo attaccante.

## Carriera

### Giocatore

#### Club
Viene aggregato alla prima squadra del Manchester Utd nel 1939, all'età di soli 16 anni, anche se di fatto per via della sospensione dei campionati dovuta agli eventi bellici della seconda guerra mondiale, pur giocando in vari tornei sostitutivi dei campionati (nei quali trascorre anche degli estemporanei periodi in prestito a Bolton, Charlton e Wrexham, tutti della durata di poche partite), fa il suo esordio formale nelle normali competizioni della Football League solamente all'età di 23 anni, nel 1946: la sua prima stagione integrale tra i professionisti, ovvero la 1946-1947, termina con 24 presenze e 8 gol nella prima divisione inglese con la maglia dei Red Devils, con cui l'anno seguente realizza invece 18 reti in 38 partite, vincendo peraltro la FA Cup 1947-1948, competizione in cui gioca anche da titolare nella finale. Infine, nella stagione 1948-1949, nella quale scende tra l'altro in campo nel Charity Shield perso per 3-2 contro l'Arsenal, segna 6 reti in 21 partite (arrivando così ad un bilancio totale di 93 presenze e 35 reti fra tutte le competizioni ufficiali con il Manchester United) per poi nel marzo del 1949 venire ceduto per la cifra all'epoca molto significativa di 24000 sterline al Derby County, con cui conclude la stagione 1948-1949 segnando 13 reti in altrettante partite, grazie alle quali i bianconeri arrivano terzi in classifica (con lo stesso numero di punti del Manchester United secondo), all'epoca il loro miglior piazzamento di sempre. Rimane poi ai Rams per ulteriori tre stagioni, terminate con altrettanti piazzamenti a metà classifica, nelle quali segna 10 gol in ogni campionato giocando sempre da titolare (nell'ordine 34, 37 e 41 presenze).
Infine, gioca al Derby County anche nelle prime settimane della stagione 1952-1953, ma dopo una rete in 5 presenze passa al Leicester City, club di seconda divisione, con cui nella stagione 1953-1954 vince il campionato: per le Foxes è l'inizio di un quadriennio ricco di cambi di categoria, visto che dopo una sola stagione (nella quale Morris va a segno per 8 volte in 37 presenze) arriva una retrocessione in seconda divisione, seguita da un quinto posto in classifica in questa categoria nella stagione 1955-1956 e da un nuovo campionato vinto nella stagione 1956-1957. Morris gioca poi con il club anche nella stagione 1957-1958, nella quale disputa 29 partite e segna un'ultima rete (la numero 85 in 279 presenze nella categoria) in prima divisione.
Termina definitivamente la carriera nel 1962, dopo aver giocato per quattro anni a livello semiprofessionistico prima al Corby Town (dove rimane per tre stagioni, ricoprendo anche il ruolo di allenatore del club) e poi al Kettering Town, per una stagione.
In carriera ha totalizzato complessivamente 419 presenze e 109 reti nei campionati della Football League (tutte nelle prime due divisioni).

#### Nazionale
Ha esordito in nazionale il 18 maggio 1949 in una partita amichevole vinta per 4-1 sul campo della Norvegia, nella quale realizza anche una rete. Scende poi in campo anche nell'amichevole del successivo 22 maggio vinta per 3-1 sul campo della Francia, nella quale realizza una doppietta ed in seguito anche in una terza amichevole, il 21 settembre 1949 a Goodison Park, in cui la sua nazionale perde per 2-0 contro l'Irlanda.

### Allenatore
Dopo il già citato triennio al Corby Town ed un'ultima stagione da giocatore (al Kettering Town), riprende ad allenare all'inizio della stagione 1962-1963, alla guida del Rugby Town; in seguito allena anche Great Harwood ed Oswestry Town, lasciando il mondo del calcio al termine della stagione 1968-1969.

## Palmarès

### Giocatore

#### Competizioni nazionali
- Coppa d'Inghilterra: 1

Manchester United: 1947-1948
- Campionato inglese di seconda divisione: 2

Leicester City: 1953-1954, 1956-1957